# Ottilie Patterson

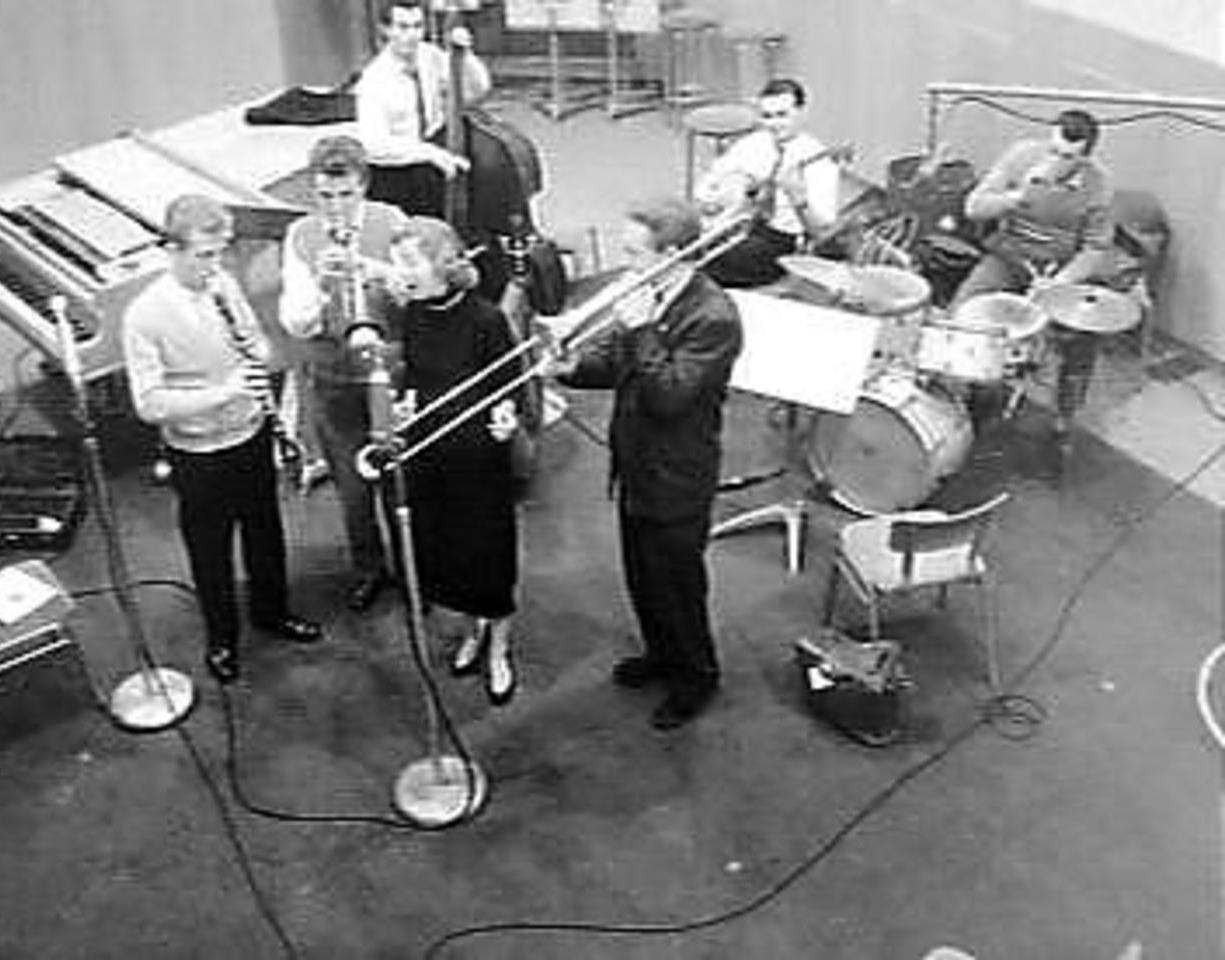
Ottilie Patterson mit Chris Barber Band (1957)

Anna Ottilie Patterson (* 31. Januar 1932 in Comber, County Down; † 20. Juni 2011 in Ayr) war eine nordirische Blues- und Jazzsängerin, die durch ihre Auftritte und Aufnahmen mit Chris Barber in den späten 1950er und frühen 1960er Jahren bekannt wurde.

## Biographie
Sie war das jüngste von vier Kindern. Ihr Vater, Joseph Patterson, kam aus Nordirland, und ihre Mutter, Jūlija Jēgers, kam aus Lettland. Beide Eltern waren sehr musikalisch, und Ottilie wurde ab einem Alter von elf Jahren als klassische Pianistin ausgebildet. Eine Gesangsausbildung hat sie nie erhalten.
1949 ging Ottilie, nach Belfast, um am Belfast College of Technology Kunst zu studieren. Ein Kommilitone brachte sie damals mit der Musik von Bessie Smith, Jelly Roll Morton und Meade Lux Lewis in Kontakt. 1951 begann sie mit der Jimmy Compton's Jazz Band zu singen, und im August 1952 gründete sie die Muskrat Ramblers mit Al Watt and Derek Martin.
Während ihres Sommerurlaubs 1954 traf sie Beryl Bryden, die ihr die Chris Barber Jazz Band vorstellte. Am 1. Januar 1955 wechselte sie komplett zur Chris Barber Band und ihr erster gemeinsamer Auftritt war am 9. Januar 1955 in Londons Royal Festival Hall. Zwischen 1955 und 1962 tourte Ottilie weitgehend mit Chris Barbers Band und man veröffentlichte gemeinsam viele Aufnahmen auf Decca: EPs Blues (1955), That Patterson Girl (1955), That Patterson Girl Volume 2 (1956), Ottilie (1959) und die LP Chris Barber's Blues Book (1960); außerdem erschien sie auf zahlreichen Chris Barber-Aufzeichnungen mit einzelnen Titeln. 1957 trat sie auch mit Rosetta Tharpe auf; bei der USA-Tournee von Barber jammte sie in Chicago mit der Band von Muddy Waters.
Ab etwa 1963 litt sie an Problemen der Kehle und hörte auf, regelmäßig mit Barber, mit dem sie von 1959 bis 1983 verheiratet war, aufzutreten. Offiziell zog sie sich von der Band 1973 zurück. Während dieser Zeit nahm sie einige Songs in anderen Genres auf, 1969 erschien das Soloalbum 3000 Years with Ottilie, nachdem bereits 1959 das der Folklore ihrer Heimat gewidmete Album Irish Night entstanden war.
Im Frühjahr 1983 gaben Ottilie und Chris Barber eine Reihe von Konzerten in South London, die auf Madame Blues and Doctor Jazz (1984) zu hören ist. Dieses sind ihre letzten Aufnahmen.
Nach Ansicht von Rex Harris und Brian Rust war Pattersons Bluesgesang stark von Bessie Smith, Ida Cox und Bertha „Chippie“ Hill beeinflusst, deren Repertoire sie interpretierte. Zu ihren Höhepunkten zählen die Autoren ihre Aufnahmen mit Chis Barber von 1955, wie „Trouble in Mind“, „Poor Man´s Blues“, „Shipwreck Blues“ und den „Weeping Willow Blues“. Nach Ansicht von Chris Barber ist ihre Interpretation des St. Louis Blues von 1962 meisterlich.